# Karlsruher Sport-Club Mühlburg-Phönix 1990-1991
Questa voce raccoglie le informazioni riguardanti il Karlsruher Sport-Club Mühlburg-Phönix nelle competizioni ufficiali della stagione 1990-1991.

## Stagione
Nella stagione 1990-1991 il Karlsruhe, allenato da Winfried Schäfer, concluse il campionato di Bundesliga al 13º posto. In Coppa di Germania il Karlsruhe fu eliminato al secondo turno dallo Stoccarda.

## Rosa
| N. |                     | Ruolo | Calciatore        |
| -- | ------------------- | ----- | ----------------- |
| 2  | Germania (bandiera) | D     | Gunther Metz      |
| 4  | Germania (bandiera) | D     | Michael Wittwer   |
| 14 | Germania (bandiera) | A     | Eberhard Carl     |
|    | Germania (bandiera) | P     | Alexander Famulla |
|    | Germania (bandiera) | P     | Oliver Kahn       |
|    | Germania (bandiera) | P     | Oliver Schneider  |
|    | Germania (bandiera) | D     | Ralph Bany        |
|    | Croazia (bandiera)  | D     | Srećko Bogdan     |
|    | Germania (bandiera) | D     | Oliver Kreuzer    |
|    | Germania (bandiera) | D     | Jenner Külbag     |
|    | Germania (bandiera) | D     | Marc Rapp         |
|    | Germania (bandiera) | D     | Thomas Süss       |
|    | Germania (bandiera) | D     | Oliver Westerbeek |

| N. |                     | Ruolo | Calciatore         |
| -- | ------------------- | ----- | ------------------ |
|    | Brasile (bandiera)  | C     | Geovani Silva      |
|    | Germania (bandiera) | C     | Michael Harforth   |
|    | Germania (bandiera) | C     | Matthias Lust      |
|    | Germania (bandiera) | C     | Michael Merx       |
|    | Germania (bandiera) | C     | Lars Schmidt       |
|    | Germania (bandiera) | C     | Mehmet Scholl      |
|    | Germania (bandiera) | C     | Rainer Schütterle  |
|    | Germania (bandiera) | C     | Wolfgang Trapp     |
|    | Germania (bandiera) | A     | Arno Glesius       |
|    | Germania (bandiera) | A     | Helmut Hermann     |
|    | Germania (bandiera) | A     | Stefan Mees        |
|    | Germania (bandiera) | A     | Peter Reichert     |
|    | Germania (bandiera) | A     | Guido Streichsbier |

## Organigramma societario
Area tecnica
- Allenatore: Winfried Schäfer
- Allenatore in seconda:
- Preparatore dei portieri:
- Preparatori atletici:

## Calciomercato

### Sessione estiva
| Acquisti | Acquisti          | Acquisti    | Acquisti |
| R.       | Nome              | da          | Modalità |
| -------- | ----------------- | ----------- | -------- |
| C        | Geovani Silva     | Bologna     |          |
| C        | Matthias Lust     | Ludwigsburg |          |
| A        | Peter Reichert    | Tolosa      |          |
| D        | Oliver Westerbeek | Homburg     |          |

| Cessioni | Cessioni          | Cessioni         | Cessioni |
| R.       | Nome              | a                | Modalità |
| -------- | ----------------- | ---------------- | -------- |
| C        | Frank Kastner     | Waldhof Mannheim |          |
| A        | Daniel Simmes     | Lierse           |          |
| C        | Milorad Pilipović | VfB Gaggenau     |          |
| C        | Michael Sternkopf | Bayern Monaco    |          |

### Sessione invernale
| Acquisti | Acquisti | Acquisti | Acquisti |
| R.       | Nome     | da       | Modalità |
| -------- | -------- | -------- | -------- |

| Cessioni | Cessioni | Cessioni | Cessioni |
| R.       | Nome     | a        | Modalità |
| -------- | -------- | -------- | -------- |

## Risultati

### Bundesliga

#### Girone di andata
| Arbitro: | Krug |

|                                  |           |  |
| Binz 28’ Yeboah 61’ Turowski 81’ | Marcatori |  |

| Arbitro: | Föckler |

|            |           |                         |
| Bogdan 89’ | Marcatori | 40’ Rummenigge 44’ Mill |

| Arbitro: | Mierswa |

|            |           |           |
| Greiser 5’ | Marcatori | 51’ Silva |

| Arbitro: | Dardenne |

|                               |           |                                            |
| Kohler 32’ (aut.) Hermann 59’ | Marcatori | 9’ Laudrup 20’ Wohlfarth 90’ (rig.) Reuter |

| Norimberga 8 settembre 1990, ore 15:30 CEST 5ª giornata | Norimberga  | 0 – 0 referto | Karlsruhe | Städtisches Stadion (19 300 spett.)\| Arbitro: \| Assenmacher \| |
| Arbitro:                                                | Assenmacher |               |           |                                                                  |

| Arbitro: | Kriegelstein |

|                                 |           |  |
| Silva 40’ (rig.) Schütterle 63’ | Marcatori |  |

| Arbitro: | Wiesel |

|             |           |  |
| Kirsten 78’ | Marcatori |  |

| Arbitro: | Prengel |

|                |           |           |
| Schütterle 58’ | Marcatori | 69’ Manzi |

| Arbitro: | Schmidhuber |

|                      |           |                           |
| Sammer 34’ Kastl 84’ | Marcatori | 1’ Schütterle 15’ Hermann |

| Arbitro: | Berg |

|            |           |                    |
| Glesius 6’ | Marcatori | 19’, 84’, 87’ Sané |

| Arbitro: | Krug |

|                                             |           |                     |
| Hermann 3’ Reichert 20’, 21’ Schütterle 44’ | Marcatori | 41’ Ernst 42’ Kranz |

| Arbitro: | Steinborn |

|                                              |           |                            |
| Walz 3’, 83’ Andersen 18’ Hey 52’ Schütz 90’ | Marcatori | 13’ Glesius 53’ Schütterle |

| Arbitro: | Malbranc |

|                                       |           |                              |
| Glesius 23’ Schütterle 55’ Bogdan 79’ | Marcatori | 28’ (aut.) Kreuzer 42’ Legat |

| Arbitro: | Führer |

|                      |           |  |
| Allofs 25’ Rufer 60’ | Marcatori |  |

| Arbitro: | Harder |

|                                        |           |                              |
| Hermann 14’ Schütterle 16’ Schmidt 51’ | Marcatori | 53’ Klinkert 78’ Kastenmaier |

| Colonia 7 dicembre 1990, ore 20:00 CET 16ª giornata | Colonia | 0 – 0 referto | Karlsruhe | Müngersdorfer Stadion (9 000 spett.)\| Arbitro: \| Kasper \| |
| Arbitro:                                            | Kasper  |               |           |                                                              |

| Arbitro: | Broska |

|                                  |           |                            |
| Scholl 16’ Schütterle 24’ (rig.) | Marcatori | 51’ Spörl 75’ Beiersdorfer |

#### Girone di ritorno
| Arbitro: | Aust |

|                           |           |                      |
| Harforth 24’ Reichert 44’ | Marcatori | 42’ Studer 67’ Kruse |

| Arbitro: | Mölm |

|                     |           |                      |
| Rummenigge 44’, 84’ | Marcatori | 1’ Glesius 4’ Scholl |

| Arbitro: | Assenmacher |

|                                        |           |  |
| Schütterle 27’ Bogdan 48’ Reichert 78’ | Marcatori |  |

| Arbitro: | Löwer |

|                                         |           |  |
| Laudrup 18’ Effenberg 50’ Wohlfarth 55’ | Marcatori |  |

| Arbitro: | Weber |

|                               |           |  |
| Hermann 25’ Kasalo 60’ (aut.) | Marcatori |  |

| Arbitro: | Dellwing |

|          |           |             |
| Fach 60’ | Marcatori | 74’ Glesius |

| Arbitro: | Osmers |

|                             |           |  |
| Schütterle 31’ Reichert 77’ | Marcatori |  |

| Arbitro: | Matheis |

|               |           |  |
| Zander 1’, 4’ | Marcatori |  |

| Karlsruhe 16 aprile 1991, ore 20:00 CEST 26ª giornata | Karlsruhe  | 0 – 0 referto | Stoccarda | Wildparkstadion (26 000 spett.)\| Arbitro: \| Tritschler \| |
| Arbitro:                                              | Tritschler |               |           |                                                             |

| Arbitro: | Malbranc |

|             |           |          |
| Neuhaus 84’ | Marcatori | 41’ Carl |

| Arbitro: | Dardenne |

|                                   |           |                          |
| Scherr 29’ Hoffmann 68’ Kuntz 90’ | Marcatori | 6’ Scholl 25’ Schütterle |

| Arbitro: | Mierswa |

|             |           |           |
| Glesius 52’ | Marcatori | 1’ Allofs |

| Arbitro: | Kasper |

|  |           |            |
|  | Marcatori | 18’ Scholl |

| Arbitro: | Löwer |

|            |           |          |
| Scholl 81’ | Marcatori | 53’ Bode |

| Arbitro: | Führer |

|                         |           |           |
| Pflipsen 6’ Wynhoff 69’ | Marcatori | 78’ Silva |

| Arbitro: | Albrecht |

|            |           |            |
| Scholl 35’ | Marcatori | 38’ Banach |

| Arbitro: | Weber |

|                        |           |                          |
| Furtok 50’, 58’ (rig.) | Marcatori | 13’ Hermann 21’ Harforth |

### Coppa di Germania
| Arbitro: | Merk |

|                                |           |                                                                    |
| Demme 17’ Rudolf 59’ Weiss 67’ | Marcatori | 13’, 119’ Carl 69’ (aut.) Schaich 71’ Schütterle 98’, 104’ Glesius |

| Arbitro: | Umbach |

|  |           |                       |
|  | Marcatori | 5’ Buchwald 62’ Kastl |

## Statistiche

### Statistiche di squadra
| Competizione      | Punti | In casa | In casa | In casa | In casa | In casa | In casa | In trasferta | In trasferta | In trasferta | In trasferta | In trasferta | In trasferta | Totale | Totale | Totale | Totale | Totale | Totale | DR |
| Competizione      | Punti | G       | V       | N       | P       | Gf      | Gs      | G            | V            | N            | P            | Gf           | Gs           | G      | V      | N      | P      | Gf     | Gs     | DR |
| ----------------- | ----- | ------- | ------- | ------- | ------- | ------- | ------- | ------------ | ------------ | ------------ | ------------ | ------------ | ------------ | ------ | ------ | ------ | ------ | ------ | ------ | -- |
| Bundesliga        | 31    | 17      | 7       | 7       | 3       | 31      | 22      | 17           | 1            | 8            | 8            | 15           | 30           | 34     | 8      | 15     | 11     | 46     | 52     | -6 |
| Coppa di Germania | -     | 1       | 0       | 0       | 1       | 0       | 2       | 1            | 1            | 0            | 0            | 6            | 3            | 2      | 1      | 0      | 1      | 6      | 5      | +1 |
| Totale            | 31    | 18      | 7       | 7       | 4       | 31      | 24      | 18           | 2            | 8            | 8            | 21           | 33           | 36     | 9      | 15     | 12     | 52     | 57     | -5 |

### Andamento in campionato
| Giornata  | 1  | 2  | 3  | 4  | 5  | 6  | 7  | 8  | 9  | 10 | 11 | 12 | 13 | 14 | 15 | 16 | 17 | 18 | 19 | 20 | 21 | 22 | 23 | 24 | 25 | 26 | 27 | 28 | 29 | 30 | 31 | 32 | 33 | 34 |
| --------- | -- | -- | -- | -- | -- | -- | -- | -- | -- | -- | -- | -- | -- | -- | -- | -- | -- | -- | -- | -- | -- | -- | -- | -- | -- | -- | -- | -- | -- | -- | -- | -- | -- | -- |
| Luogo     | T  | C  | T  | C  | T  | C  | T  | C  | T  | C  | C  | T  | C  | T  | C  | T  | C  | C  | T  | C  | T  | C  | T  | C  | T  | C  | T  | T  | C  | T  | C  | T  | C  | T  |
| Risultato | P  | P  | N  | P  | N  | V  | P  | N  | N  | P  | V  | P  | V  | P  | V  | N  | N  | N  | N  | V  | P  | V  | N  | V  | P  | N  | N  | P  | N  | V  | N  | P  | N  | N  |
| Posizione | 17 | 16 | 16 | 17 | 16 | 16 | 16 | 17 | 16 | 17 | 17 | 16 | 16 | 16 | 14 | 13 | 13 | 13 | 13 | 13 | 13 | 12 | 12 | 12 | 12 | 11 | 10 | 12 | 13 | 10 | 11 | 13 | 13 | 13 |

Legenda:

Luogo: C = Casa; T = Trasferta. Risultato: V = Vittoria; N = Pareggio; P = Sconfitta.

### Statistiche dei giocatori
| Giocatore       | Bundesliga | Bundesliga | Bundesliga  | Bundesliga | Coppa di Germania | Coppa di Germania | Coppa di Germania | Coppa di Germania | Totale   | Totale | Totale      | Totale     |
| Giocatore       | Presenze   | Reti       | Ammonizioni | Espulsioni | Presenze          | Reti              | Ammonizioni       | Espulsioni        | Presenze | Reti   | Ammonizioni | Espulsioni |
| --------------- | ---------- | ---------- | ----------- | ---------- | ----------------- | ----------------- | ----------------- | ----------------- | -------- | ------ | ----------- | ---------- |
| R. Bany         | 25         | 0          | 7           | 0          | 1                 | 0                 | 1                 | 0                 | 26       | 0      | 8           | 0          |
| S. Bogdan       | 33         | 3          | 5           | 0          | 2                 | 0                 | 0                 | 0                 | 35       | 3      | 5           | 0          |
| E. Carl         | 16         | 1          | 2           | 0          | 1                 | 2                 | 0                 | 0                 | 17       | 3      | 2           | 0          |
| A. Famulla      | 13         | 0          | 0           | 0          | 2                 | 0                 | 0                 | 0                 | 15       | 0      | 0           | 0          |
| A. Glesius      | 22         | 6          | 1           | 0          | 2                 | 2                 | 0                 | 0                 | 24       | 8      | 1           | 0          |
| M. Harforth     | 28         | 2          | 4           | 1          | 2                 | 0                 | 1                 | 0                 | 30       | 2      | 5           | 1          |
| H. Hermann      | 27         | 6          | 7           | 0          | 1                 | 0                 | 0                 | 0                 | 28       | 6      | 7           | 0          |
| O. Kahn         | 22         | 0          | 0           | 0          | 0                 | 0                 | 0                 | 0                 | 22       | 0      | 0           | 0          |
| O. Kreuzer      | 32         | 0          | 7           | 0          | 2                 | 0                 | 0                 | 0                 | 34       | 0      | 7           | 0          |
| J. Külbag       | 1          | 0          | 0           | 0          | 0                 | 0                 | 0                 | 0                 | 1        | 0      | 0           | 0          |
| M. Lust         | 7          | 0          | 0           | 0          | 0                 | 0                 | 0                 | 0                 | 7        | 0      | 0           | 0          |
| S. Mees         | 2          | 0          | 1           | 0          | 0                 | 0                 | 0                 | 0                 | 2        | 0      | 1           | 0          |
| M. Merx         | 0          | 0          | 0           | 0          | 0                 | 0                 | 0                 | 0                 | 0        | 0      | 0           | 0          |
| G. Metz         | 22         | 0          | 2           | 0          | 2                 | 0                 | 0                 | 0                 | 24       | 0      | 2           | 0          |
| M. Rapp         | 12         | 0          | 1           | 0          | 0                 | 0                 | 0                 | 0                 | 12       | 0      | 1           | 0          |
| P. Reichert     | 26         | 5          | 1           | 0          | 1                 | 0                 | 0                 | 0                 | 27       | 5      | 1           | 0          |
| L. Schmidt      | 27         | 1          | 8           | 0          | 2                 | 0                 | 1                 | 0                 | 29       | 1      | 9           | 0          |
| O. Schneider    | 0          | 0          | 0           | 0          | 0                 | 0                 | 0                 | 0                 | 0        | 0      | 0           | 0          |
| M. Scholl       | 27         | 6          | 4           | 0          | 1                 | 0                 | 0                 | 0                 | 28       | 6      | 4           | 0          |
| R. Schütterle   | 31         | 11         | 3           | 0          | 2                 | 1                 | 1                 | 0                 | 33       | 12     | 4           | 0          |
| G. Silva        | 17         | 3          | 5           | 0          | 0                 | 0                 | 0                 | 0                 | 17       | 3      | 5           | 0          |
| D. Simmes       | 5          | 0          | 0           | 0          | 1                 | 0                 | 0                 | 0                 | 6        | 0      | 0           | 0          |
| G. Streichsbier | 0          | 0          | 0           | 0          | 0                 | 0                 | 0                 | 0                 | 0        | 0      | 0           | 0          |
| T. Süss         | 19         | 0          | 4           | 0          | 2                 | 0                 | 1                 | 0                 | 21       | 0      | 5           | 0          |
| W. Trapp        | 4          | 0          | 2           | 0          | 0                 | 0                 | 0                 | 0                 | 4        | 0      | 2           | 0          |
| O. Westerbeek   | 7          | 0          | 1           | 0          | 2                 | 0                 | 0                 | 0                 | 9        | 0      | 1           | 0          |
| M. Wittwer      | 10         | 0          | 1           | 0          | 0                 | 0                 | 0                 | 0                 | 10       | 0      | 1           | 0          |